# Southern Discomfort
Southern Discomfort ist ein 2000 erschienenes Kompilationsalbum der Sludge-Band EyeHateGod. Es beinhaltet Samplerbeiträge, Raritäten und Demoaufnahmen.
Die Lieder 1 bis 6 sind Demoaufnahmen der Aufnahmen um die Veröffentlichung des Albums Take as Needed for Pain, die seinerzeit als Split- und Singleveröffentlichungen erschienen. Die weiteren Stücke sind Aufnahmen der Aufnahmen zum Album Dopesick. Century fügte 2006 die jeweiligen Stücke dem jeweiligen Re-Release als Bonusstück an.

## Geschichte
Nach der Veröffentlichung des dritten Studioalbums Dopesick tourte EyeHateGod erfolgreich als Vorband für namhafte Interpreten wie Pantera und White Zombie. EyeHateGod veröffentlichte 1997 eine Split-EP mit der Band Anal Cunt und tourte durch Amerika. Insbesondere Mike Williams’ Heroinabhängigkeit und die daraus resultierenden privaten wie gesundheitlichen Probleme führten jedoch dazu, dass die Band die Tour noch im August 1997 abbrach und sich trennte. 
Für das Jahr 1999 beschloss die Band, erneut auf Europatournee zu gehen und ein weiteres Studioalbum einzuspielen. Nachdem die Band die Wiedervereinigung bekannt gegeben hatte, veröffentlichte Century Media im Januar 2000 die Kompilation Southern Discomfort, mit alten Studioaufnahmen und Singleaufnahmen, ohne Einwilligung der Band.

„Century Media wollten es mehr als so was wie ein Lebenszeichen, dass es uns wieder gibt bevor „Confederacy …“ herauskam.“

Die Veröffentlichungspolitik von Century Media widerstrebte der Band, die zu keiner Zeit eingebunden wurde und sich weder an der Songauswahl noch an der Gestaltung beteiligen konnte. Mike Williams erläuterte, dass Stücke wie Dopesick Jam und Methamphetamine in der Form nicht zur Veröffentlichung vorgesehen gewesen wären, und kommentierte die Veröffentlichung der Kompilation als „Dreck“ und ergänzte „that album sucks“.

## Stil
William Yorke nennt Southern Discomfort typischen EyeHateGod-Sound.
York beschrieb den Klang der Band schon für das Debüt der Band In the Name of Suffering als rau, wütend, zäh und roh. Der von EyeHateGod geprägte Sludge sei eine Mischung aus Doom Metal und Hardcore Punk mit verschiedenen Einflüssen aus Blues, Stoner Rock und Noise.

## Kritik
- William Yorke nennt Southern Discomfort auf AllMusic einen guten Einstieg in die Musik von EyeHateGod.[3] Andreas Stappert vom Rock Hard widerspricht dieser Einschätzung und empfiehlt das Album eher „für all jene, die dem schrägen Sludgecore der alles andere als leichtverdaulichen Band schon immer etwas abgewinnen konnten.“[5]

## Titelliste
1. Ruptured Heart Theory – 3:33
2. Story of the Eye – 2:30
3. Blank/Shoplift – 3:58
4. Southern Discomfort – 4:25
5. Serving Time in the Middle of Nowhere – 3:20
6. Lack of Almost Everything – 2:28
7. Peace Thru War (Thru Peace and War) – 1:48
8. Depress – 4:06
9. Dopesick Jam – 16:02